# Carl Friedrich Metzler
Carl Friedrich Metzler (auch Karl, * 15. April 1813 in Riechberg; † 12. März 1867 in Dresden) war ein deutscher Jurist, Bürgermeister und Mitglied der Frankfurter Nationalversammlung.

## Leben
Sein Vater war der Richter und Bürgermeister Johann Adam Metzler, seine Mutter Anna Rosina Metzler, geborene Eichner.
Metzler studierte von 1832 bis 1835 Jura in Leipzig. Danach war er ab 1838 als Notar und Stadtrichter in Siebenlehn tätig. In Oederan war er von 1840 bis 1848 Bürgermeister und Advokat. Von 1847 bis 1848 war er als Vertreter des 10. städtischen Wahlkreises (Wahlbezirk Marienberg) Mitglied der Zweiten Kammer des Sächsischen Landtags, wo er der zentristischen Oppositionsgruppe angehörte. Als Mitglied der 4. Deputation des Landtags hatte er einen Bericht über die Bevorzugung des Adels abgeliefert. Sein Zeitgenosse Bernhard Hirschel, der das Landtagsgeschehen 1846 schilderte, charakterisierte den gemäßigt liberalen Abgeordneten Metzler wie folgt:
„Man muß den Mann sehen, dessen ‚schwache Stimme‘ schon sprichwörtlich geworden ist, die große, imposante Gestalt mit dem vollen, freundlichen Gesicht, welches dem Lebensgenusse nicht Valet gesagt zu haben scheint, den humoristischen Bart um das gewölbte Kinn, das ungenirte Haupthaar und die ganze rednerische Attitude. Man muß sehen, wie er auf beiden Händen die schwere Gestalt stützt, wenn er seine Rednerbomben losschleudert, wie er mit unwilligem Kopfschütteln seinen Zorn andeutet und mit bezeichnenden Blicken seine Polemik bald gegen die Regierung, bald gegen die Collegen, ja einmal sogar trotz verdienter Rüge wiederholt gegen die ganze Kammer und den Präsidenten selbst richtete. In der Offensive scheint uns überhaupt seine Stärke zu liegen und der Humor und die Satyre unterstützen diese Richtung. Sein Angriff wirkt durch kurze, schlagende Sätze, die wir ihrer Ungebundenheit wegen mit den Plänklern vergleichen möchten, durch kernige Sprüche, gut treffende Citate und stichhaltige Gleichnisse. Unser ‚Bürgermeister aus Oederan‘ ist deshalb besonders zum Volksredner geschaffen.“
Vom 23. Mai 1848 bis zum 18. August 1848 war Metzler Abgeordneter im Frankfurter Paulskirchenparlament. Gewählt wurde er als Kandidat des Deutschen Vereins im 16. Wahlkreis des Königreichs Sachsen (Zschopau) im 3. Skrutinium mit 35 von 79 Stimmen. Er blieb fraktionslos, stimmte jedoch mit dem linken Zentrum. Sein Nachfolger war ab dem 4. Oktober 1848 Ernst Leonhard Heubner (1803–1886).
Ab 1849 war er als Staatsanwalt tätig, u. a. ab 1854 als Appellationsrath am Appellationsgericht in Dresden. 1849/50 war als gewählter Vertreter des 57., 58. und 59. Wahlbezirks (Gerichtsbezirke Niederforchheim, Zschopau sowie Chemnitzer Umland und Vorstädte) Mitglied der Ersten Kammer des Sächsischen Landtags. 1860 wurde er Stadtrat und Polizeidirektor des Polizeiamtes in Leipzig.
Metzler war Träger des Königlich-Preußischen Kronen-Ordens 3. Klasse.